# Confine tra Repubblica Centrafricana e Repubblica del Congo
Il confine tra la Repubblica Centrafricana e la Repubblica del Congo ha una lunghezza di 487 km e va dal triplice confine con il Camerun a ovest fino al triplice confine con la Repubblica Democratica del Congo a est.

## Descrizione
Il confine inizia a ovest al triplice confine con il Camerun nel fiume Sangha, e poi procede attraverso una linea retta via terra verso nord-ovest. Procede quindi attraverso una serie di linee irregolari verso nord, generalmente seguendo lo spartiacque del Sangha - dell'Ubangi, prima di girare un ampio arco ad est, per poi proseguire in tale direzione seguendo in mondo ampio lo spartiacque Ibenga - Bodingué. Segue infine lo spartiacque Lobaye-Gouga fino al triplice confine della Repubblica Democratica del Congo alla confluenza del Gouga e dell'Ubangi.

## Storia
Il confine emerse per la prima volta durante la Spartizione dell'Africa, un periodo di intensa competizione tra le potenze europee nel tardo XIX secolo per il controllo dei territori in Africa. Il processo culminò nella Conferenza di Berlino del 1884, in cui le nazioni europee interessate concordarono le loro rispettive rivendicazioni territoriali e le regole degli impegni futuri. Come risultato di ciò, la Francia ottenne il controllo della valle superiore del fiume Niger (più o meno equivalente alle aree attuali del Mali e del Niger), e anche le terre esplorate da Pierre Savorgnan de Brazzà per la Francia in Africa centrale (più o meno equivalenti al moderno Gabon e Congo-Brazzaville). Da queste basi i francesi esplorarono ulteriormente l'interno, collegando infine le due aree in seguito alle spedizioni dell'aprile 1900 che si unirono a Kousséri, nell'estremo nord del moderno Camerun. Queste regioni appena conquistate furono inizialmente governate come territori militari. Nel 1903 le aree che ora compongono il Gabon e il Congo-Brazzaville (allora chiamato Moyen-Congo, o Congo centrale) furono unite come Congo francese (in seguito diviso), con le aree più a nord organizzate in Ubangi-Sciari (l'attuale Repubblica Centrafricana) e il Territorio militare del Ciad; le ultime due aree vennero fuse tra gli anni 1906 al 1914 come Ubangi-Shari-Chad. Nel 1910 l'intera regione fu unita come l'Africa Equatoriale Francese (Afrique équatoriale française, AEF). I confini interni di questa colonia subirono diversi cambiamenti: nel 1926 i francesi trasferirono la città di Mbaïki e l'area circostante dal Congo all'Ubangi-Shari, creando un confine che seguiva approssimativamente lo spartiacque tra i fiumi Ibenga e Lobaye. Ulteriori cambiamenti avvennero nel 1929, quando la regione di Lobaye fu trasferita dal Moyen-Congo a Ubangi-Shari. Nel 1937 l'Haute Sangha fu aggiunta al Moyen-Congo. Sembra che il confine abbia raggiunto il suo allineamento finale dopo la seconda guerra mondiale.
Dopo la seconda guerra mondiale la Francia concesse gradualmente più diritti politici e rappresentanza per i suoi territori africani, arrivando alla concessione di un'ampia autonomia interna a ciascuna colonia nel 1958 nell'ambito della Comunità francese. Alla fine, nell'agosto 1960, sia il Moyen-Congo (come Repubblica del Congo) che l'Ubangi-Shari (come Repubblica Centrafricana) dichiararono la piena indipendenza e la loro reciproca frontiera divenne così una frontiera internazionale tra due stati indipendenti.